# Rovalaki
Rovalaki är en kulle i Finland.   Den ligger i den ekonomiska regionen  Fjäll-Lappland  och landskapet Lappland, i den norra delen av landet, 800 km norr om huvudstaden Helsingfors. Toppen på Rovalaki är 439 meter över havet, eller 190 meter över den omgivande terrängen. Bredden vid basen är 8,1 km.
Terrängen runt Rovalaki är platt norrut, men söderut är den kuperad.  Trakten runt Rovalaki är nära nog obefolkad, med mindre än två invånare per kvadratkilometer.